# Colubrinae
Colubrinae är en underfamilj i familjen snokar bland ormarna.
Underfamiljens medlemmar förekommer i alla världsdelar med undantag av Antarktis och de norra polartrakterna. Det finns en stor variation angående arternas utseende med korta, långa, smala och tjocka arter. Beroende på art lever individerna på marken, klättrar i träd eller simmar i vattnet. Honor av de flesta arter i underfamiljen lägger ägg.

## Släkten
- Aeluroglena
- Ahaetulla
- Aprosdoketophis
- Archelaphe
- Argyrogena
- Arizona
- Bamanophis
- Bogertophis
- Boiga
- Cemophora
- Chapinophis
- Chilomeniscus
- Chionactis
- Chironius
- Chrysopelea
- Coelognathus
- Coluber - innehåller Dolichophis
- Colubroelaps
- Conopsis
- Coronella
- Crotaphopeltis
- Cyclophiops
- Dasypeltis
- Dendrelaphis
- Dendrophidion
- Dinodon, ofta infogad i Lycodon
- Dipsadoboa
- Dispholidus
- Dolichophis
- Drymarchon
- Drymobius
- Drymoluber
- Dryocalamus
- Dryophiops
- Eirenis
- Elachistodon
- Elaphe
- Euprepiophis
- Ficimia
- Geagras
- Gonyosoma
- Gyalopion
- Hapsidophrys
- Hemerophis
- Hemorrhois
- Pilsnokar (Hierophis)
- Kungssnokar (Lampropeltis)
- Leptodrymus
- Leptophis
- Lepturophis
- Liopeltis
- Lycodon
- Lytorhynchus
- Macroprotodon
- Masticophis
- Mastigodryas
- Meizodon
- Oligodon
- Oocatochus
- Opheodrys
- Oreocryptophis
- Orientocoluber
- Orthriophis - infogas ibland i Elaphe
- Oxybelis
- Pantherophis - en del av Elaphe
- Philothamnus
- Phrynonax
- Phyllorhynchus
- Pituophis
- Platyceps
- Pliocercus
- Pseudelaphe
- Pseudoficimia
- Ptyas
- Rhamnophis
- Rhinobothryum
- Rhinocheilus
- Rhynchocalamus
- Salvadora
- Scaphiophis
- Scolecophis
- Senticolis
- Simophis
- Sonora
- Spalerosophis
- Spilotes
- Stegonotus
- Stenorrhina
- Stichophanes
- Symphimus
- Sympholis
- Tantilla
- Tantillita
- Telescopus
- Thelotornis
- Thrasops
- Toxicodryas
- Trimorphodon
- Xenelaphis
- Xyelodontophis
- Zamenis